# Кыргогытгын
Кыргогытгын (Кыргогытгин) — озеро на Дальнем Востоке России, в пределах Анадырского района Чукотского автономного округа.
Название в переводе с чукот. — «кедровое озеро».
Площадь зеркала — 12,8 км². Площадь водосборного бассейна — 884 км².
Расположено в южной части Анадырской низменности, в окружении болот. Соединено сетью проток с близлежащими мелкими озёрами. Впадает в Великую посредством реки Каргопильгын. Бассейн Кыргогытгына подвержен влиянию приливных процессов Берингова моря.
Код водного объекта в государственном водном реестре — 19060000111119000001142.